# Marinus Adrianus Koekkoek der Jüngere

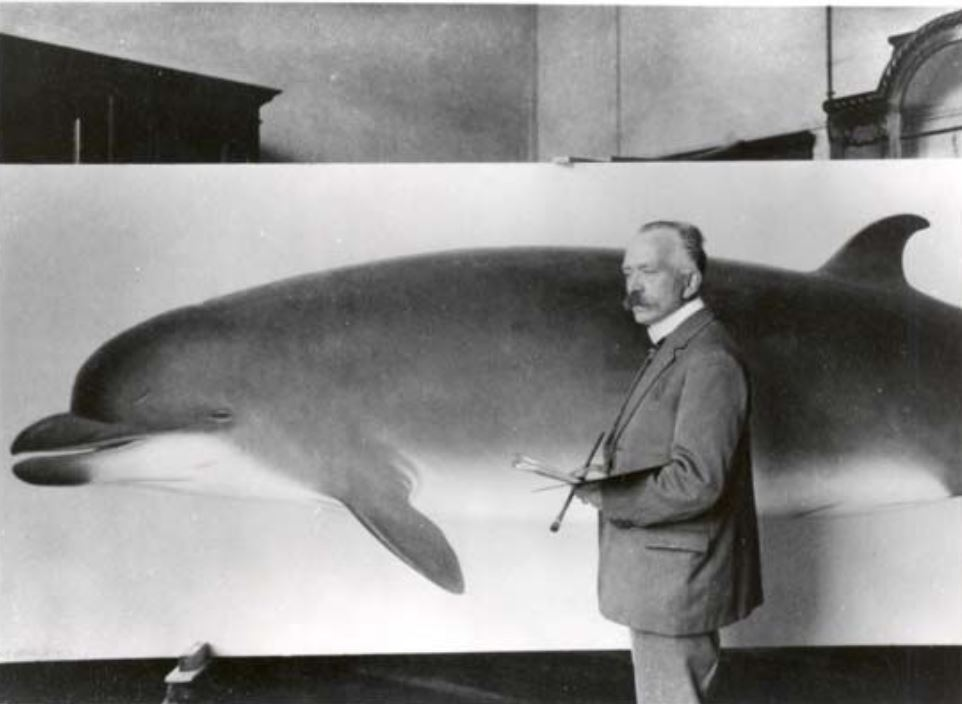
Marinus Adrianus Koekkoek der Jüngere

Marinus Adrianus Koekkoek der Jüngere (* 29. Januar 1873 in Amsterdam, Königreich der Niederlande; † 30. Mai 1944 ebenda) war ein niederländischer Tiermaler, der vor allem Vögel abbildete, aber auch Landschaften malte. Er war Aquarellist, Pastellmaler und Zeichner. In der Literatur wird er wegen der Namensgleichheit mit seinem Großonkel auch als Marinus Adrianus Koekkoek II. bezeichnet.

## Leben
Marinus Adrianus Koekkoek stammte aus der niederländischen Malerfamilie Koekkoek. Der Künstler war der älteste der beiden Söhne des Malers Willem Koekkoek und der Johanna Hermina sowie Enkel des Malers Hermanus Koekkoek der Ältere und Urenkel des Malers Johannes Hermanus Koekkoek. Sein Bruder war der Maler Hermanus Willem Koekkoek. Sein Vater unterwies ihn in Malerei. Er war von 1888 bis zu seinem Tod 1944 in Amsterdam als Künstler aktiv.
Koekkoek erstellte Aquarelle für zwei Reihen von zwölf naturwissenschaftlichen Schulbüchern:
- „In unserem Land“: Das Naardermeer, Auf der Wiese, Im Graben und im Teich, Süßwasserfische, In der Nordsee, Winter-Vögel, Der Strand, In den Dünen, An den Ruinen, Auf dem Fluss, Auf der Heide und In den Wäldern.
- „Außerhalb unseres Landes“: Die Bewohner der Karpaten, Umgeben von Schnee und Eis, In einem deutschen Bergwald, In der Region des Oberen Nils, Am Rande der Kalahari, Unter den Dattelpalmen, Nordamerikanische Waldbewohner, Im brasilianischen Dschungel, In der Sibirischen Ebene, Borneo, Im Dschungel und Die australische Fauna.

Koekkoek fertigte später zwölf weitere Aquarelle an, mit denen die Reihe „In unserem Land“ neu aufgelegt wurde. Später arbeitete er 20 Jahre für das Rijksmuseum van Oudheden in Leiden, für das er akademische Abbildungen illustrierte.
Fälschlicherweise wurde ihm ein im Zweiten Weltkrieg für den „Jugendsturm“ (niederländisch Jeugdstorm) illustriertes Propagandaplakat mit dem Titel „Sei tapfer, sei Stürmer“ (niederländisch Weest dapper, wordt stormer) zugeschrieben, ebenso wie ein 1943 entworfenes Plakat für die Nederlands Arbeidsfront mit dem Titel „Eine gesunde Jugend arbeitet für die Niederlande“ (niederländisch Een gezonde jeugd werkt voor Nederland). Diese Arbeiten stammten jedoch von seinem Sohn, Cornelis Koekkoek.
1944 produzierte Koekkoek eine Reihe von Postkartenmotiven für den Amsterdamer Zoo Artis.

## Werke (Auswahl)

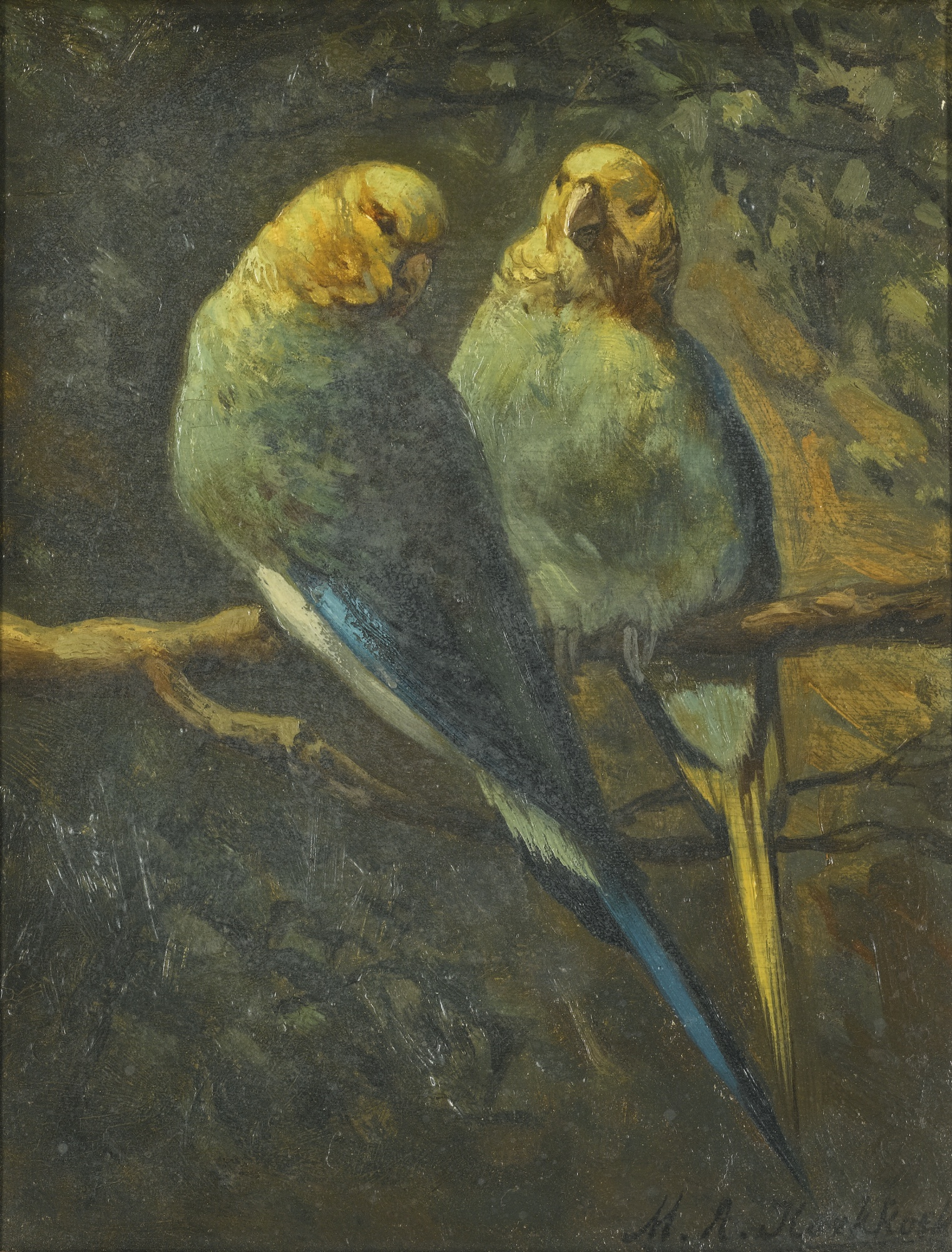
Papageien, um 1890
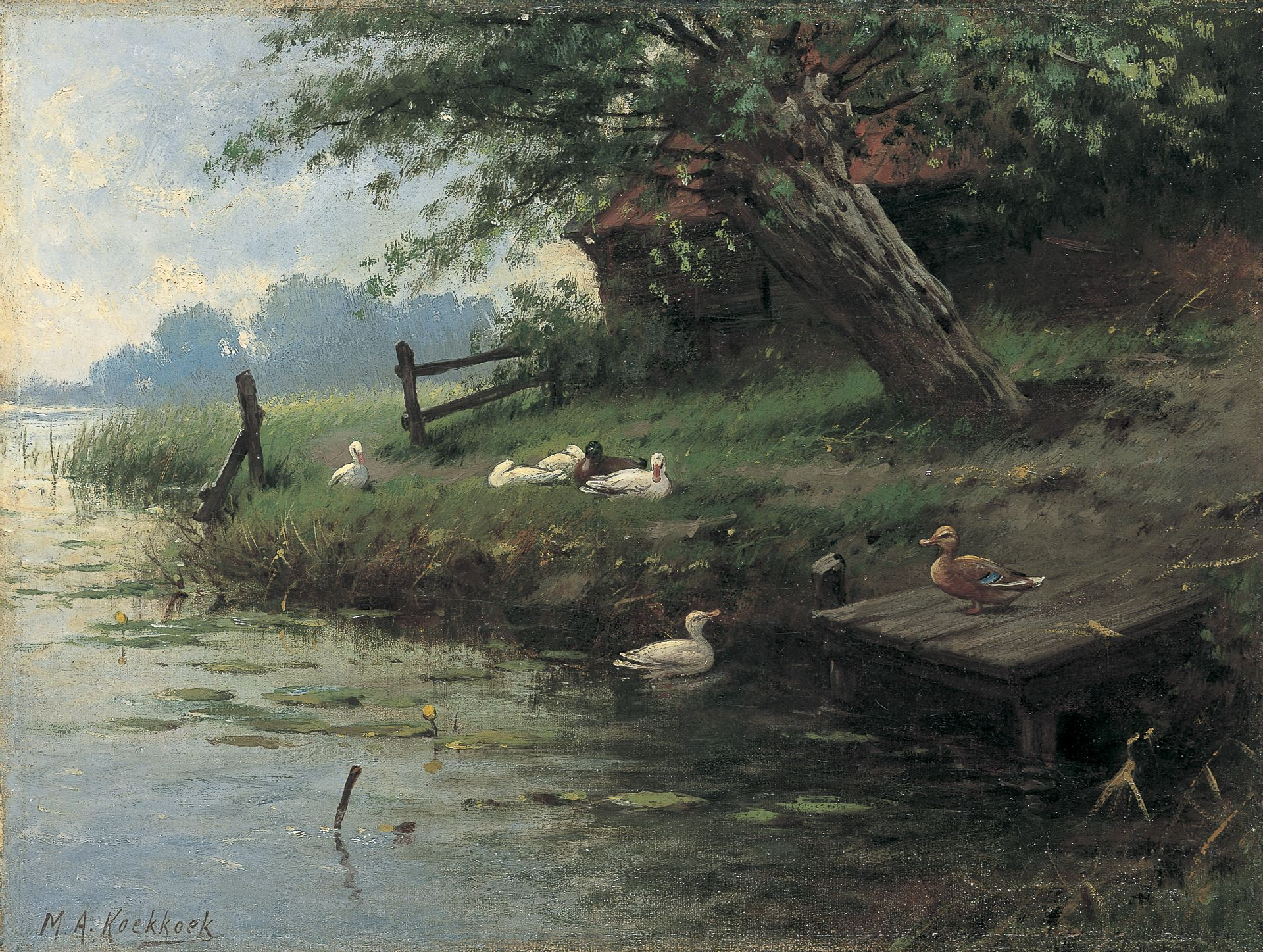
Enten, um 1920
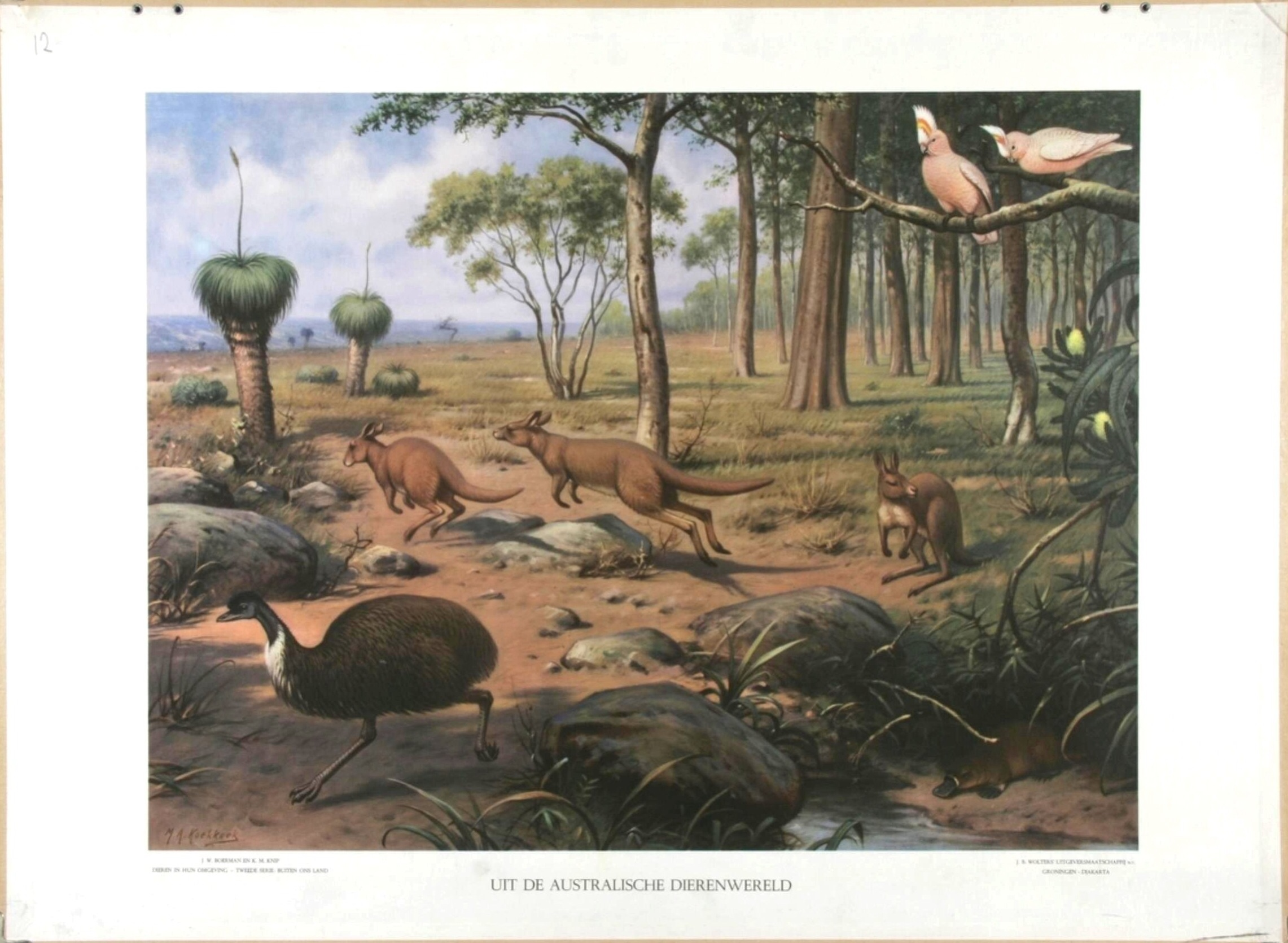
Tiere in ihrer Umgebung – Australien, veröffentlicht 1910–1920, aus der Sammlung des Centre Céramique in Maastricht.
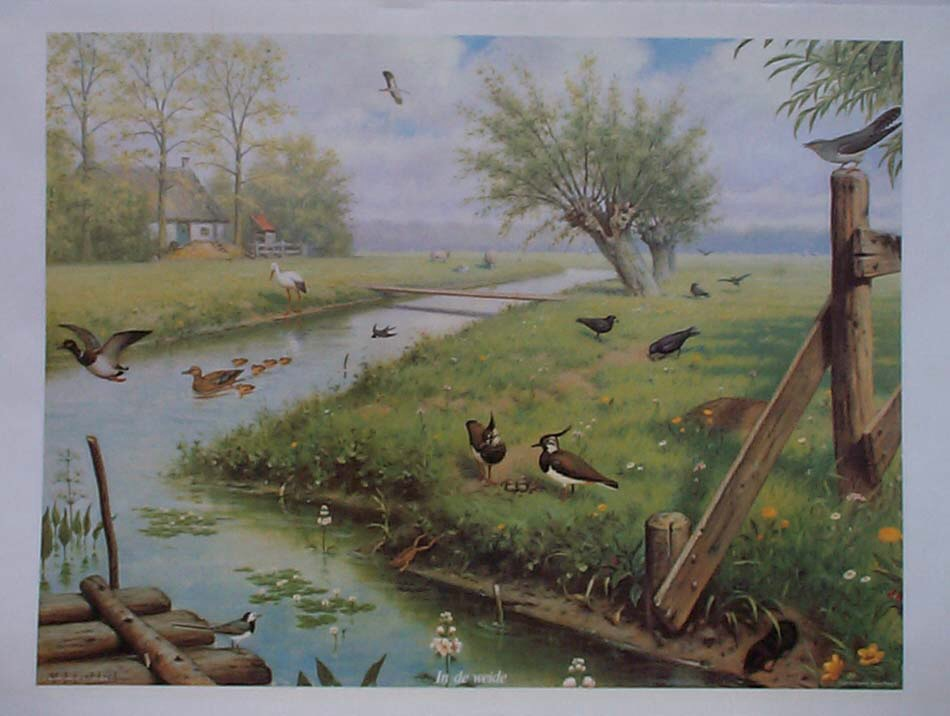
Auf der Weide, um 1910

## Ehrungen
Die auf der indonesischen Insel Bunyu vor der nordöstlichen Küste Borneos vorkommende Schlangenart Typhlops koekkoeki ist nach Marinus Adrianus Koekkoek benannt.